# Ronela Hajati
Ronela Hajati (pronunciación en albanés: [ɾɔˈnɛla haˈjati]; Tirana, 2 de septiembre de 1989), también conocida simplemente como Ronela, es una cantante, compositora y bailarina albanesa. La artista, que destaca por su versatilidad en música, estilo e interpretación, comenzó a actuar en varios concursos de canto y baile cuando era niña antes de seguir una carrera en la música. Tras ganar la 60 edición del Festivali i Këngës en 2021, fue designada representante de Albania en el Festival de la Canción de Eurovisión 2022 con la canción "Sekret".

## Biografía

### 1989-2016: Primeros años de su vida y carrera
Ronela Hajati nació el 2 de septiembre de 1989 en el seno de una familia albanesa en la ciudad de Tirana, entonces parte de la República Popular Socialista de Albania (actual Albania). Su madre era originaria de Korçë, mientras que su padre, Marash Hajati, era de Shkodër. Hajati, que mostró interés por la música desde muy joven, estudió ballet y piano durante sus años de escuela primaria. También participó en una serie de concursos de baile y canto de Albania.
Hajati continuó su carrera temprana con participaciones en varios eventos musicales en diferentes ocasiones, como Top Fest y Kënga Magjike. Asimismo, comenzó a ser conocida significativamente en las áreas de los Balcanes de habla albanesa con el lanzamiento del sencillo "Mala Gata" en mayo de 2013. Además, a finales de 2013, participó en la 15.ª edición de Kënga Magjike con la canción "Mos ma lsho", que le valió el premio de Internet en la gran final. En diciembre de 2015, Ronela lanzó su siguiente sencillo "A do si kjo" y alcanzó el puesto 13 en Albania. Igualmente, el sencillo "Marre" salió en junio de 2016 y su puesto máximo en las listas de éxitos fue también el número 13.

### 2017-presente: lanzamiento deRRONy nuevos éxitos
En el lapso de 2017 y 2018, Ronela lanzó cuatro sencillos posteriores, incluidos "Mos ik", "Sonte", "Maje men" y "Do ta luj", con éxito comercial y alcanzando el top 30 en Albania. En diciembre de 2018, Hajati regresó con éxito a Kënga Magjike para competir en la vigésima edición del concurso con la canción "Vuj", con la que finalmente terminó en cuarto lugar.
En marzo de 2019, tras cierta ausencia, la cantante estrenó "Pa dashni" y alcanzó el número seis en Albania. Su éxito en las listas siguió en junio de 2019 con el tema "Çohu", una colaboración con el rapero albanés Don Phenom, debutando en el número siete en el top 100 del país. Después del éxito del top 10 sencillo "Lage", Hajati obtuvo su primer sencillo número uno con "MVP", lanzado en septiembre de 2019. En julio de 2020, el club de fútbol albanés KF Tirana contó con Ronela Hajati para producir e interpretar el himno del club "Bardh 'e blu" como parte de las celebraciones para conmemorar su centenario.
En marzo de 2021, Hajati anunció su álbum de estudio debut, RRON, programado para ser publicado al año siguiente. Su primer sencillo, "Prologue", debutó en el mismo mes en el número 19 del Top 100 de Albania y subió al número dos un mes después. El segundo sencillo, "Shumë i mirë", que alcanzó el puesto 15 a finales de 2021, fue nominado para un premio en la gala Netët e Klipit Shqiptar 2021 en Ulcinj, Montenegro. Después de "Shumë i mirë", el tercer sencillo, "Aventura", lanzado en mayo de 2021, alcanzó el número tres en su país natal.
En junio de 2021, Ronela colaboró con el músico albanokosovar Vig Poppa en el cuarto sencillo del álbum, "Alo", que se convirtió en uno de los 15 mejores sencillos ese mes. Lanzado en octubre de 2021, "Leje" también alcanzó el número 13.
Por su parte, la emisora albanesa, Radio Televizioni Shqiptar (RTSH), informó en noviembre de 2021 que Ronela Hajati había sido seleccionada entre los 20 concursantes para competir en la 60 edición del Festivali i Këngës. También tuvo la oportunidad en el mismo mes de actuar en el renombrado Festival Nata e Bardhë en Tirana. Durante la gran final del Festivali i Këngës, Hajati fue designada como ganadora del concurso y, por lo tanto, se anunció como representante de Albania en el Festival de la Canción de Eurovisión 2022.

## Influencias y estilo
Ronela Hajati se ha destacado por ser versátil en su música, estilo e interpretación. Se caracteriza principalmente por ser una artista pop, aunque ha estado experimentando con diferentes géneros musicales, incluidos el R&B y el reggae. Además, ha nombrado al músico estadounidense Michael Jackson como su ídolo y una de sus mayores influencias musicales. Hajati también es fan del músico puertorriqueño Ricky Martin y asistió a su concierto en la ciudad de Albacete en octubre de 2021.

## Vida personal
Ronela Hajati es considerada como modelo a seguir sobre confianza en uno mismo e imagen corporal. También se la considera una persona discreta en términos de vida personal. En 2015, comenzó una relación con el músico albanés Young Zerka. con quien colaboró en numerosos sencillos y vídeos musicales antes de separarse en 2018. Actualmente, Hajati reside con su madre en Tirana.

## Discografía

### Álbumes
- RRON

### Sencillos

#### Como artista principal
| "Requiem" (con Orgesa Zajmi)                                                                 | 2006 |     | Sencillos sin álbum |
| "Me ty nuk shkoj"                                                                            | 2007 |     | Sencillos sin álbum |
| "Shume Nice"                                                                                 | 2009 |     | Sencillos sin álbum |
| "Kam frikë te të dua"                                                                        | 2009 |     | Sencillos sin álbum |
| "Harroje"                                                                                    | 2010 |     | Sencillos sin álbum |
| "Neles" (con Visari Skillz)                                                                  | 2011 |     | Sencillos sin álbum |
| "Nuk ka më kthim"                                                                            | 2012 |     | Sencillos sin álbum |
| "Mala Gata"                                                                                  | 2013 |     | Sencillos sin álbum |
| "Mos ma lsho"                                                                                | 2013 |     | Sencillos sin álbum |
| "Veç na" (con Agon Amiga)                                                                    | 2014 |     | Sencillos sin álbum |
| "A do si kjo"                                                                                | 2015 | 13  | Sencillos sin álbum |
| "Amini"                                                                                      | 2016 | —   | Sencillos sin álbum |
| "Marre"                                                                                      | 2016 | 13  | Sencillos sin álbum |
| "Syni i jemi" (con Young Zerka)                                                              | 2016 | —   | Sencillos sin álbum |
| "Mos ik"                                                                                     | 2017 | 21  | Sencillos sin álbum |
| "Ladies"                                                                                     | 2017 | —   | Sencillos sin álbum |
| "Sonte" (con Lyrical Son)                                                                    | 2017 | 22  | Sencillos sin álbum |
| "Diamanta" (con Young Zerka)                                                                 | 2017 | —   | Sencillos sin álbum |
| "Maje men"                                                                                   | 2018 | 24  | Sencillos sin álbum |
| "Do ta luj"                                                                                  | 2018 | 18  | Sencillos sin álbum |
| "Vuj"                                                                                        | 2018 | —   | Sencillos sin álbum |
| "Pa dashni"                                                                                  | 2019 | 6   | Sencillos sin álbum |
| "Çohu" (con Don Phenom)                                                                      | 2019 | 7   | Sencillos sin álbum |
| "Lage"                                                                                       | 2019 | 6   | Sencillos sin álbum |
| "MVP"                                                                                        | 2019 | 1   | Sencillos sin álbum |
| "Genjeshtar je X Pare"                                                                       | 2020 | 16  | Sencillos sin álbum |
| "Bardh e blu"                                                                                | 2020 | —   | Sencillos sin álbum |
| "Prologue"                                                                                   | 2021 | 2   | RRON                |
| "Shumë i mirë"                                                                               | 2021 | 15  | RRON                |
| "Aventura"                                                                                   | 2021 | 3   | RRON                |
| "Alo" (con Vig Poppa)                                                                        | 2021 | 14  | RRON                |
| "Leje" (con Klement)                                                                         | 2021 | 13  | RRON                |
| "Sekret"                                                                                     | 2021 | TBA |                     |
| "—" denota que un tema no estuvo en listas de éxitos o que no fue lanzado en ese territorio. |      |     |                     |

#### Como acompañante
| Título                                      | Año  | Álbum               |
| ------------------------------------------- | ---- | ------------------- |
| "Ka je 2x" (Adrian Gaxha con Ronela Hajati) | 2017 | Sencillos sin álbum |
| "Dilema" (Don Phenom con Ronela Hajati)     | 2019 | Sencillos sin álbum |

### Como compositora
| Canción      | Año  | Artista           | Álbum               | Ref.   |
| ------------ | ---- | ----------------- | ------------------- | ------ |
| "Anna"       | 2018 | Young Zerka       | Sencillos sin álbum | [ 49 ] |
| "Nuk ma nin" | 2018 | Young Zerka       | Sencillos sin álbum | [ 50 ] |
| "Maraz"      | 2019 | Anxhela Peristeri | Sencillos sin álbum | [ 51 ] |
| "Lujta"      | 2020 | Anxhela Peristeri | Sencillos sin álbum | [ 52 ] |